# Évêque
L'Évêque (3.716 m s.l.m.) è una montagna delle Alpi Pennine nel Canton Vallese.

## Toponimo
Il toponimo significa vescovo in francese.

## Descrizione

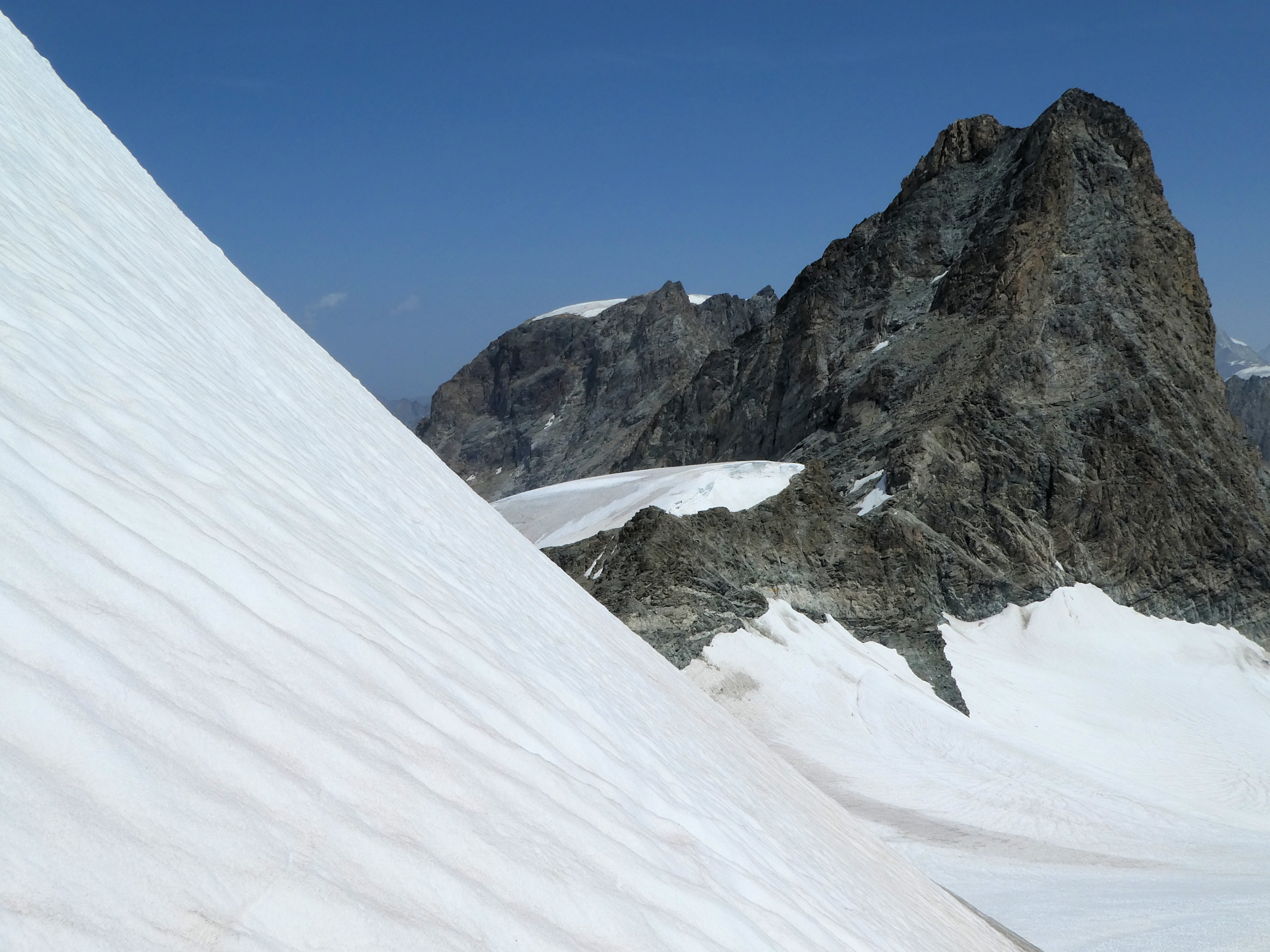
La montagna vista dalla Becca d'Oren. In secondo piano il Monte Collon.

Si trova a poca distanza dal confine con l'Italia. È collocato lungo la cresta di monti che dalla Becca d'Oren sale al Monte Collon. Dal versante occidentale del monte prende forma il Ghiacciaio di Arolla mentre il versante orientale è lambito dall'Alto Ghiacciaio di Arolla.
Oltre la punta principale a nord è collocata una vetta secondaria detta Mitre de l'Évêque (3.672 m), che significa Mitra del vescovo in francese.

## Salita alla vetta
Si può salire sulla vetta partendo dal Rifugio Nacamuli al col Collon e passando per il Colle Collon ed il Col de l'Évêque.
Dalla Svizzera si può salire sulla vetta partendo dal Refuge des Bouquetins.